# Franz Xaver Witt
Franz Xaver Witt (Walderbach, 9 de febrer de 1834 - Landshut, 2 de desembre de 1888) fou un sacerdot catòlic, músic d'església i compositor alemany. Va ser una figura prominent en el moviment cecilià per a la reforma de la música de l'església catòlica en la segona meitat del segle xix.
Witt va néixer a Walderbach, Baviera. El seu pare era mestre d'escola. Witt va aprendre piano i cant des de molt petit. Va estudiar teologia i ciència al seminari de Regensburg. Va cantar en el cor del seminari, que estava sota la direcció de Joseph Schrems. Va ser ordenat sacerdot el 1856, i va ensenyar cant gregorià al seminari a Regensburg. El 1867 va ser nomenat inspector del Seminari de Sant Emmeram. El 1868, Witt va fundar la Societat Cecília per tal de reactivar l'ús del cant gregorià i la polifonia, i promoure la composició de la nova música litúrgica en un estil antic de l'Església Catòlica. El papa Pius IX va reconèixer la societat el 1870. Va morir a Landshut.